# Gunnar Utterberg
Gunnar Utterberg (Jönköping, 28 de novembro de 1942 — 12 de setembro de 2021) foi um velocista sueco na modalidade de canoagem.
Foi vencedor da medalha de Ouro em K-2 1000 m em Tóquio 1964 com o seu colega de equipe Sven-Olov Sjödelius.